# Кендра Харисон
Кендра „Кени“ Харисон  (енгл. Kendra "Keni" Harrison; Клејтон (Северна Каролина), 18. септембар 1992.) је америчка атлетичарка која је држала светски рекорд у трци на 100 метара са препонама са временом 12,20 секунди, постављеним 22. јула 2016.
На колеџу се такмичила за Универзитет Кентаки. Харисон је победила у трци на 60 м с препонама на Светском првенству у дворани 2018. Заузела је друго место у трци на 100 м с препонама на Светском првенству 2019. и на Олимпијским играма у Токију 2021.

## Каријера

### Одрастање и рана каријера
Кендра Харисон је рођена у Тенесију и одрасла је у хранитељској породици. Усвојили су је Гери и Карон Харисон; одрасла је у великој породици са још десеторо деце, од којих је осморо такође усвојено. Харисон је прво играла фудбал, да би се у средњој школи определила за атлетику у граду Клејтону, у Северној Каролини.
2011. Харисон је отишла на Универзитет Клемсон где је активно тренирала атлетику. На крају 2013. Харисон је прешла из Клемсона на Универзитет Кентаки заједно са тренером Тимом Холом. Наставила је да се развија, побољшавајући своје личне рекорде на 100 м препоне (12,86) и 400 м препоне (54,76).

### Професионална каријера
Након што је дипломирала, тренер Универзитета у Кентакију Едрик Флореал наставио је да је тренира.
На Светском првенству у дворани 2016. Харисон је била најбржа у квалификацијама са 7,81 секундом. Међутим, у финалу је тешко погодила прву препреку и завршила је на последњем, осмом месту.
Сезону 2016. на отвореном почела је у априлу личним рекордом од 12,36 секунди, којим се попела на девето место на листи најбољих тркачица на 100 метара са препонама свих времена. Затим је, крајем маја, на Прифонтејн Класик митингу савршено пребродила све препреке и победила у времену од 12,24 секунде – у том тренутку друго најбрже време у историји, одмах иза тадашњег светског рекорда Јорданке Донкове од 12,21 постављеним 1988. Кендра је сматрана за фавориткињу да освоји 100 м препоне на Олимпијским играма 2016. али је била тек шеста на америчким квалификацијама, па није изабрана у амерички олимпијски тим.
Харисон је оборила светски рекорд 22. јула 2016. на митингу у Лондону трчећи 12.20 (уз дозвољени ветар у леђа од +0.3 м/с) надмашивши рекорд Јорданке Донкове за једну стотину секунде.
Харисон се коначно квалификовала за своје прве Олимпијске игре. 2. августа 2021. На Играма у Токију освојила је сребрну медаљу у трци на 100 метара с препонама.

## Достигнућа

### Лични рекорди
- 60 м препоне – 7,70 (Бирмингем, 2018) Изједначен рекорд Северне Америке
- 60 метара – 7,23 (Хјустон, Тексас, 2020)

- 100 м препоне – 12.20 (Лондон, 2016.) Рекорд Северне Америке
- 100 метара – 11.35 (Лексингтон, 2016)
- 200 метара – 22,81 (+1,5 м/с, Гејнсвил, 2018) 
  - 200 метара у дворани – 23.10 (Лабок, 2019)
- 300 м препоне – 41,41 (Гринзборо, 2011)
  - 300 метара у дворани – 36,83 (Фејетвил, 2021)
- 400 м препоне – 54,09 (Јуџин, 2015)

### Међународна такмичења
| Година | Такмичење                   | Место                           | Позиција     | Дисциплина    | Резултат         | Белешка |
| ------ | --------------------------- | ------------------------------- | ------------ | ------------- | ---------------- | ------- |
| 2015   | Светско првенство           | Пекинг, Кина                    | – Полуфинале | 100 м препоне | Дисквалификована |         |
| 2016   | Светско првенство у дворани | Портланд, САД                   | 8.           | 60 м препоне  | 8.87             |         |
| 2017   | Светско првенство           | Лондон, Уједињено Краљевство    | 4.           | 100 м препоне | 12.74            |         |
| 2018   | Светско првенство у дворани | Бирмингем, Уједињено Краљевство | 1.           | 60 м препоне  | 7.70             |         |
| 2018   | Континентални куп           | Острава, Чешка Република        | 2.           | 100 м препоне | 12.52            |         |
| 2019   | Светско првенство           | Доха, Катар                     | 2.           | 100 м препоне | 12.46            |         |
| 2021   | Олимпијске игре             | Токио, Јапан                    | 2.           | 100 м препоне | 12.52            |         |
| 2022   | Светско првенство           | Јуџин, САД                      | Полуфинале   | 100 м препоне | 12.27            |         |
| 2023   | Светско првенство           | Будимпешта, Мађарска            | 3.           | 100 м препоне | 12.46            |         |